# Шафран весенний
Шафра́н весенний, или Кро́кус весенний (лат. Crocus vernus), — вид многолетних травянистых растений рода Шафран семейства Ирисовые, или Касатиковые (Iridaceae).
В диком виде произрастает практически на всей территории Европы. Натурализован повсеместно.

## Ботаническое описание

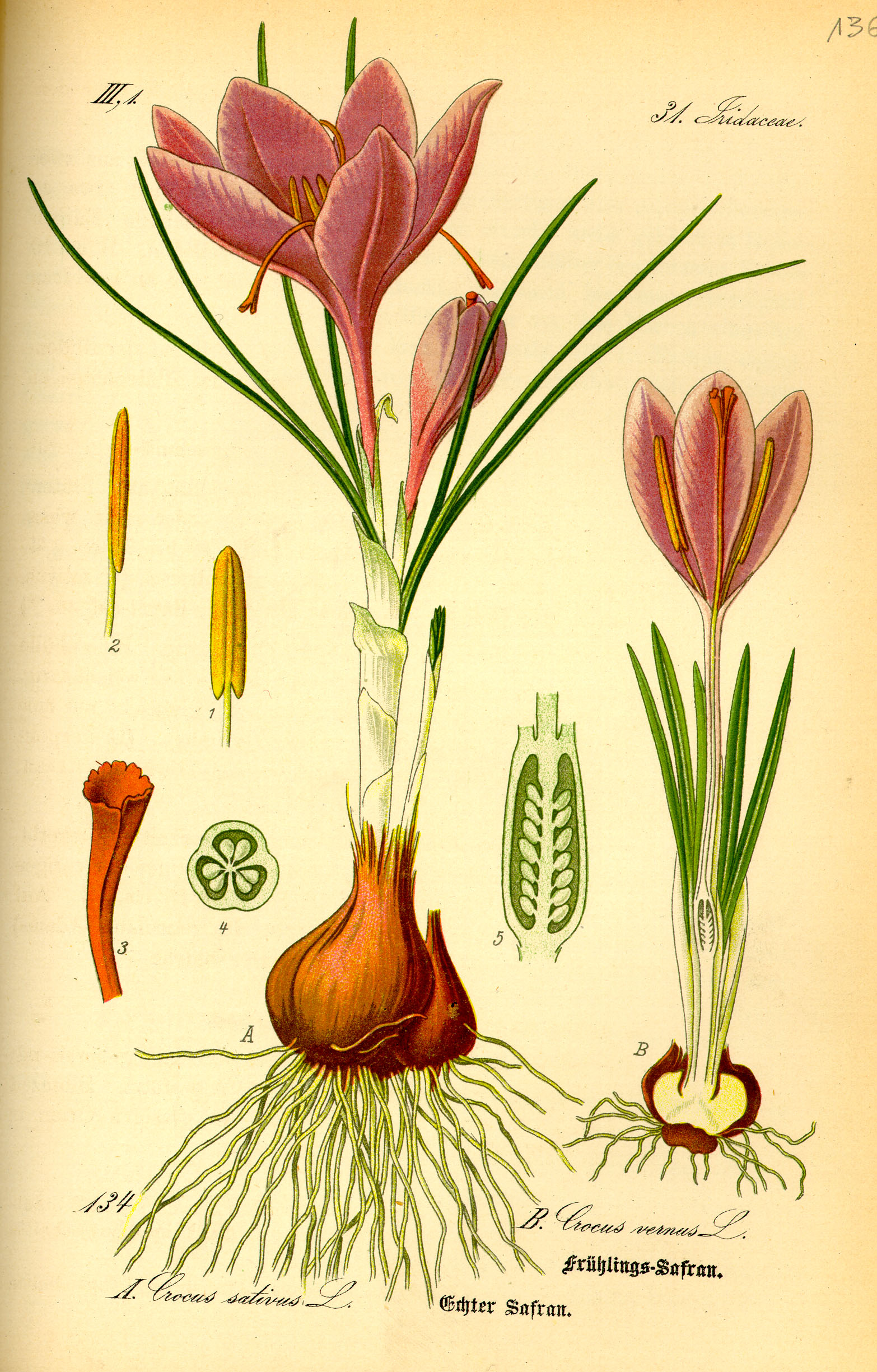

Шафран весенний — многолетнее травянистое луковичное растение; достигает в высоту 15 см.
Клубнелуковица сплюснутая, одета сетчатыми чешуями. Материнская клубнелуковица ежегодно заменяется новой.
Надземный стебель не развивается.
Листья темно-зелёные с серебристо-белой продольной полоской, узкие, линейные, в основании окружены пленчатым влагалищем.
Цветок колокольчато-воронковидный, с длинной трубкой, которая в 2-3 раза длиннее долей отгиба. Наружные доли околоцветника крупнее внутренних, до 3,5 см длиной. Из одной клубнелуковицы развивается 1-2 цветка, лиловых или белых, иногда полосатых, зев цветка опушён. Пыльники лимонно-жёлтые.
Цветёт в апреле.

## Подвиды
В рамках вида выделяют ряд подвидов:
- Crocus vernus subsp. albiflorus (Kit. ex Schult.) Asch. & Graebn.
- Crocus vernus subsp. vernus

## Сорта

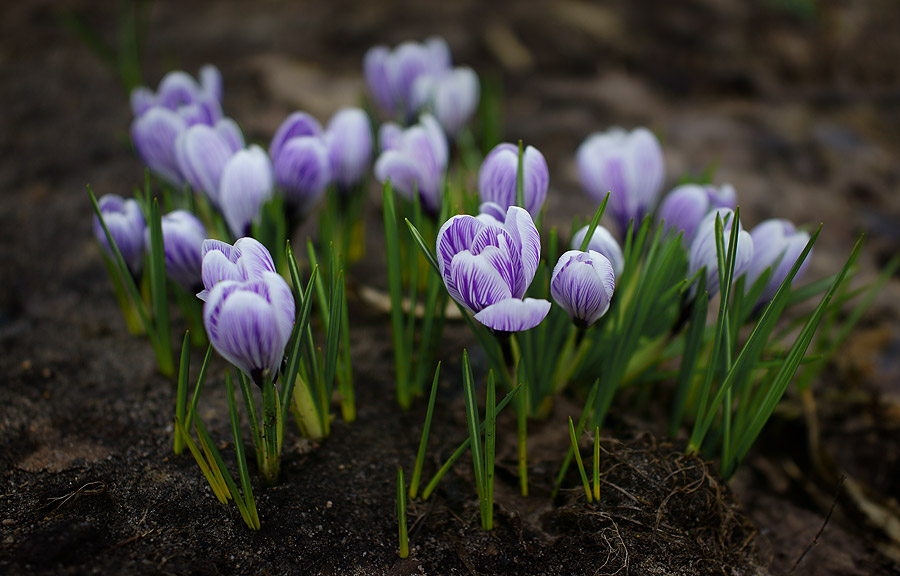
Crocus 'Pickwick'

- 'Jeanne d’Arc' (syn. 'Joan of Arc'). Цветки белые с тёмно-фиолетовой основой, Кариотип: 2n = 27[3].
- 'Pickwick' W.J. Eldering. Цветки с закруглёнными лепестками, лепестки с частыми сиреневым (HCC 635) жилками по светло-серому фону. Кариотип: 2n = 27, 28, 29. Награды: A.M.-B.C. 1950[4].
- 'Remembrance' W.J. Eldering, 1925. Цветки фиолетовые (HCC 36/2) с серебристым блеском и очень тёмным основанием. Цветёт весной. Кариотип: 2n = 31. Награды: A.M.-B.C. 1927 г., A.M.-R.H.S. 1932 г[5].

## Галерея

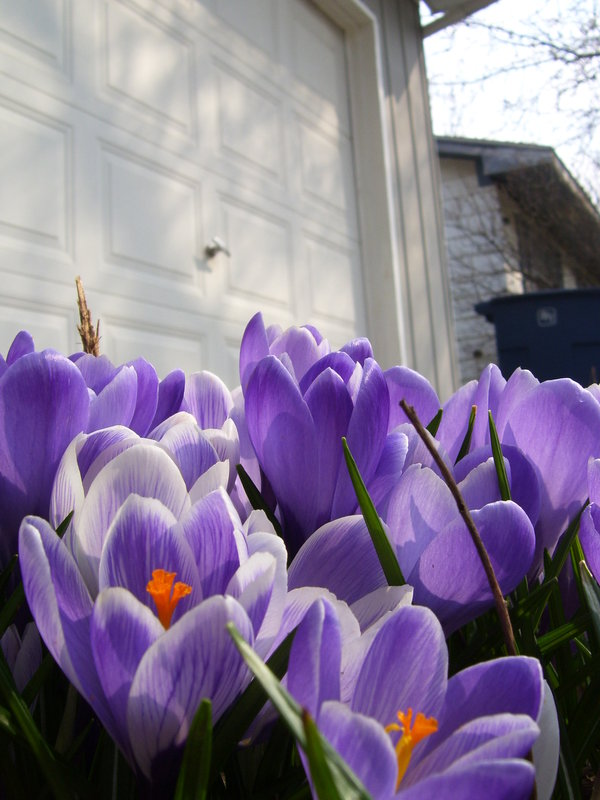
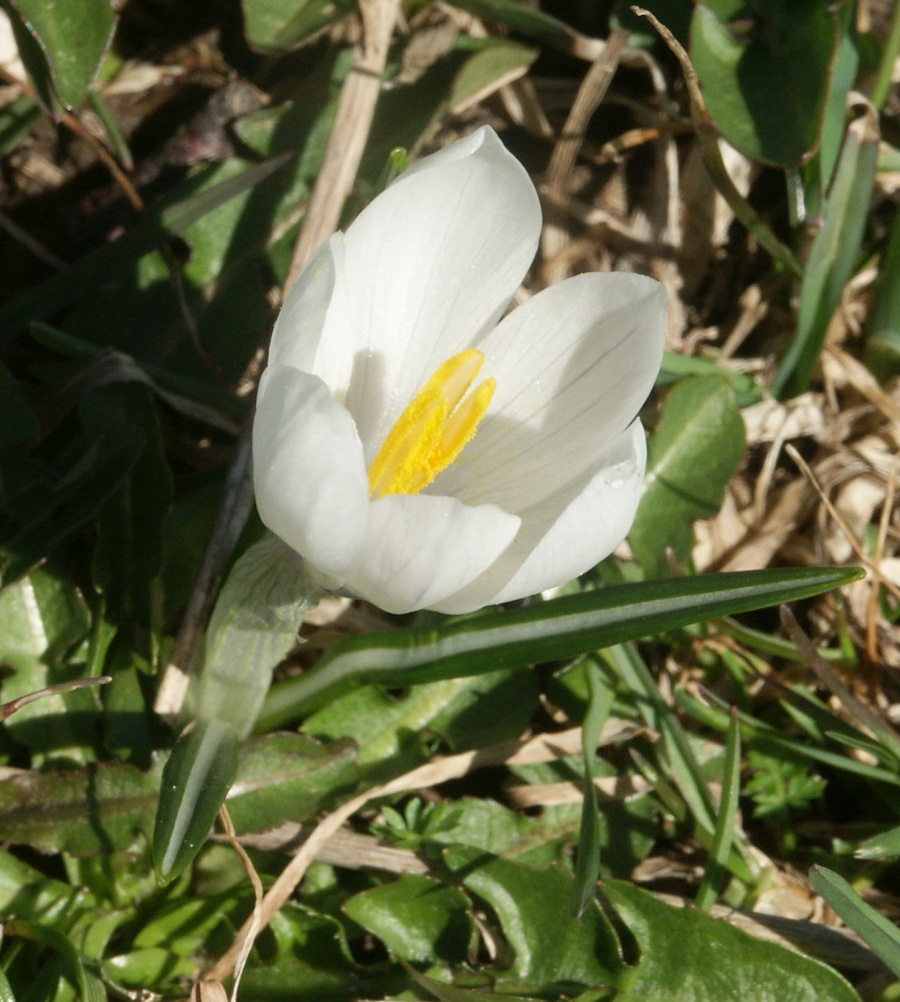
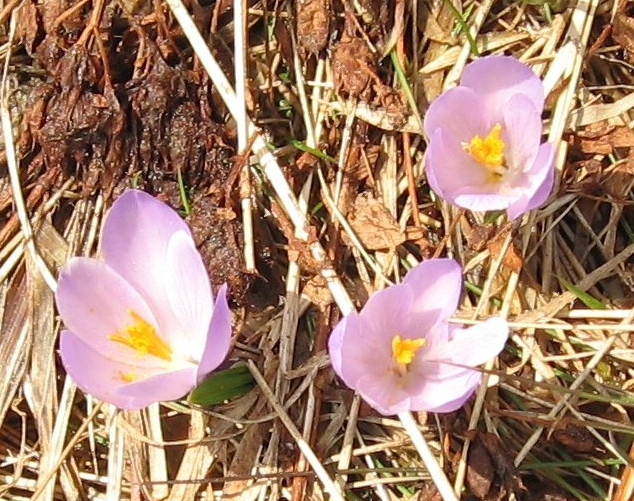
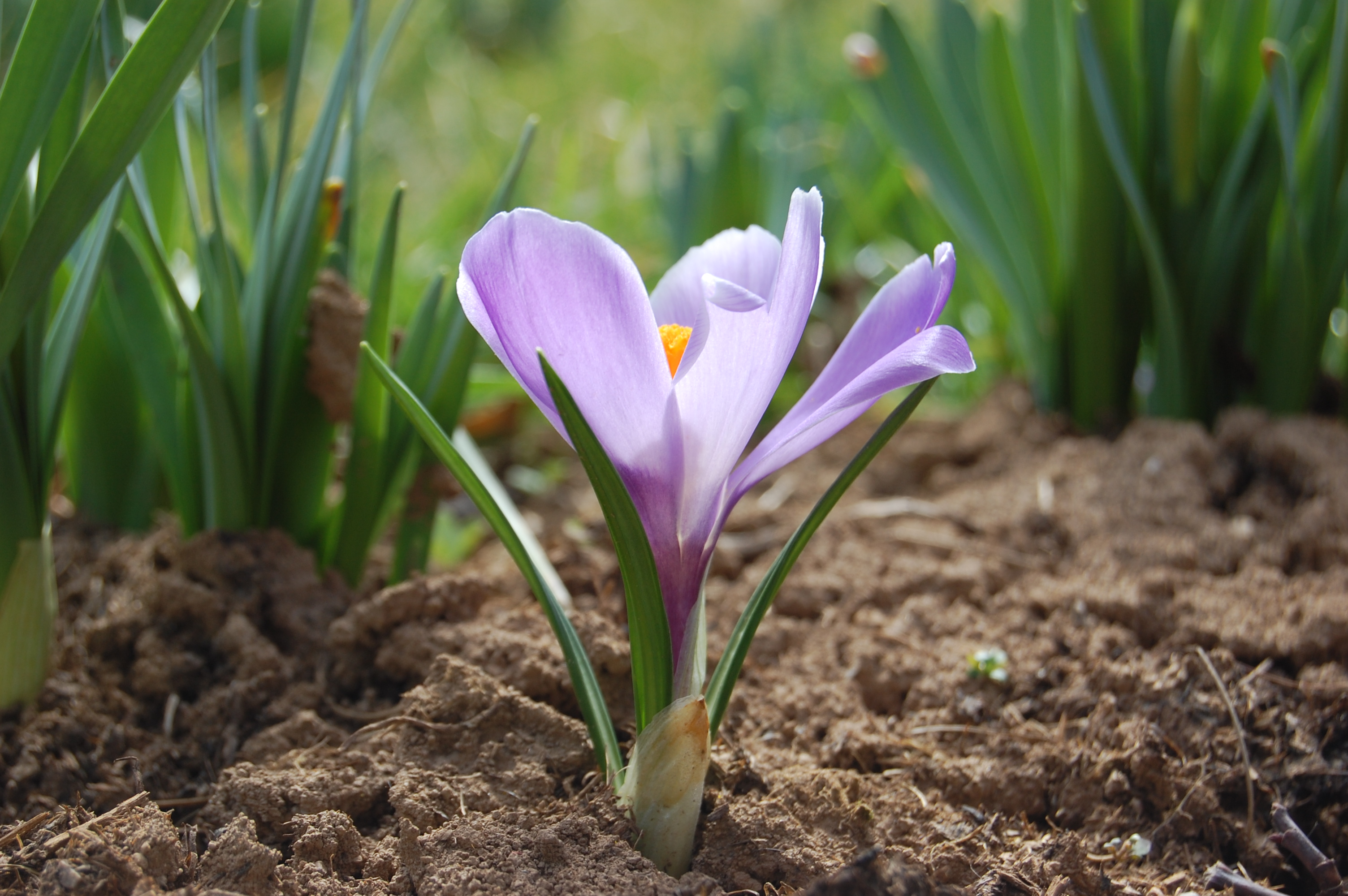